# Raoul Shungu
Raoul Jean-Pierre Shungu ist ein kongolesischer Fußballtrainer, der zuletzt den Hauptstadtverein AS Vita Club in Kinshasa trainierte.
Berichten zufolge wurde er dort im März 2010 durch Andy Futula abgelöst.
2006/2007 war Shungu Nationaltrainer der Fußballnationalmannschaft der Seychellen. Im April 2008 wurde er zum Interimstrainer der Ruandischen Fußballnationalmannschaft ernannt. In dieser Funktion wurde er von Branko Tucak abgelöst.
Mit dem ruandischen Verein Rayon Sports gewann er 1997, 1998, 2002 und 2004 die Landesmeisterschaft und 1998 den CECAFA Club Cup.